# Glaucina
Glaucina is een geslacht van vlinders van de familie spanners (Geometridae), uit de onderfamilie Ennominae.

## Soorten
- G. ampla Rindge, 1959
- G. anomala Rindge, 1959
- G. baea Rindge, 1959
- G. biartata Rindge, 1959
- G. bifida Rindge, 1959
- G. cilla Rindge, 1959
- G. dispersa Rindge, 1959
- G. elongata Hulst, 1896
- G. epiphysaria Dyar, 1908
- G. erroraria Dyar, 1906
- G. escaria Grote, 1882
- G. eupetheciaria Grote, 1883
- G. foeminaria Dyar, 1910
- G. gertschi Rindge, 1959
- G. golgolata Strecker, 1899
- G. gonia Rindge, 1959
- G. ignavaria Pearsall, 1906
- G. infumataria Grote, 1891
- G. interruptaria Grote, 1883
- G. lowensis Cassino & Swett, 1925
- G. loxa Rindge, 1959
- G. macdunnoughi Grossbeck, 1912
- G. magnifica Grossbeck, 1912

- G. mayelisaria Blanchard, 1966
- G. nephos Rindge, 1959
- G. ochrofuscaria Grote, 1883
- G. ouden Dyar, 1913
- G. panda Rindge, 1959
- G. platia Rindge, 1959
- G. semidura Rindge, 1976
- G. spaldingata Cassino & Swett, 1923
- G. spina Rindge, 1959
- G. ugartei Rindge, 1973
- G. utahensis Cassino & Swett, 1924